# Traditionelle Grafschaften Schottlands

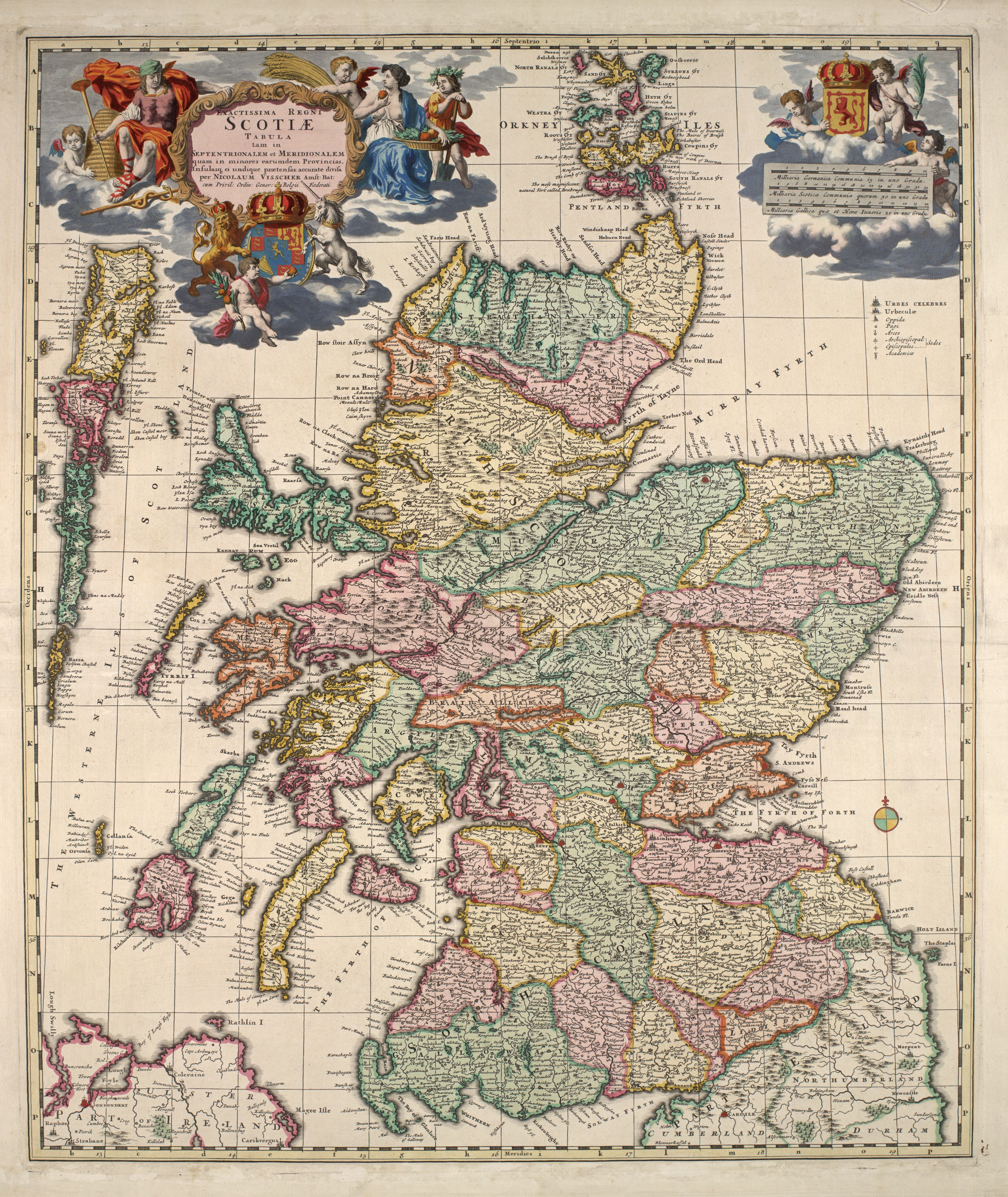
Countys (1689)

Die 34 Traditionellen Grafschaften Schottlands erfüllen heute keine Verwaltungsfunktion mehr, aber sie werden noch bei der Erfassung des Grundeigentums verwendet (Land Registration) und sind im Großen identisch mit den Amtsbezirken der Lord Lieutenants, der zeremoniellen königlichen Statthalter. Die im Jahr 1889 eingeführten Verwaltungsgrafschaften Schottlands basierten auf den Grenzen der traditionellen Grafschaften. Allerdings wurden die zahlreichen Exklaven und Enklaven bereinigt. Ross-shire und das zersplitterte Cromartyshire wurden zu Ross and Cromarty vereinigt.

## Countys

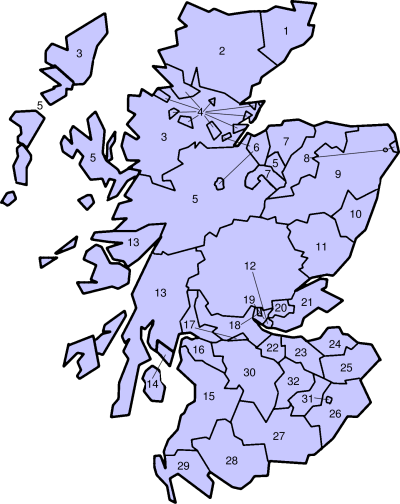
Mainland und Innere Hebriden

1. Caithness
2. Sutherland
3. Ross-shire
4. Cromartyshire
5. Inverness-shire
6. Nairnshire
7. Morayshire
8. Banffshire
9. Aberdeenshire
10. Kincardineshire
11. Angus
12. Perthshire
13. Argyll
14. Bute
15. Ayrshire
16. Renfrewshire
17. Dunbartonshire
18. Stirlingshire
19. Clackmannanshire
20. Kinross-shire
21. Fife
22. West Lothian
23. Midlothian
24. East Lothian
25. Berwickshire
26. Roxburghshire
27. Dumfriesshire
28. Kirkcudbrightshire
29. Wigtownshire
30. Lanarkshire
31. Selkirkshire
32. Peeblesshire
33. Orkney (nicht auf der Karte)
34. Shetland (nicht auf der Karte)